# Enlace maestro

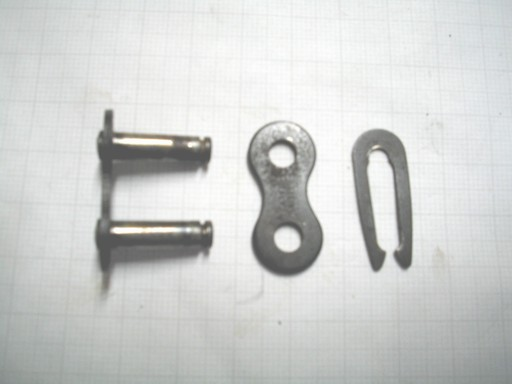
Figura 1: Un enlace maestro tradicional, compatible con cadenas rectas y piñones ampliamente espaciados.

Figura 2: Esquema de un enlace maestro moderno.

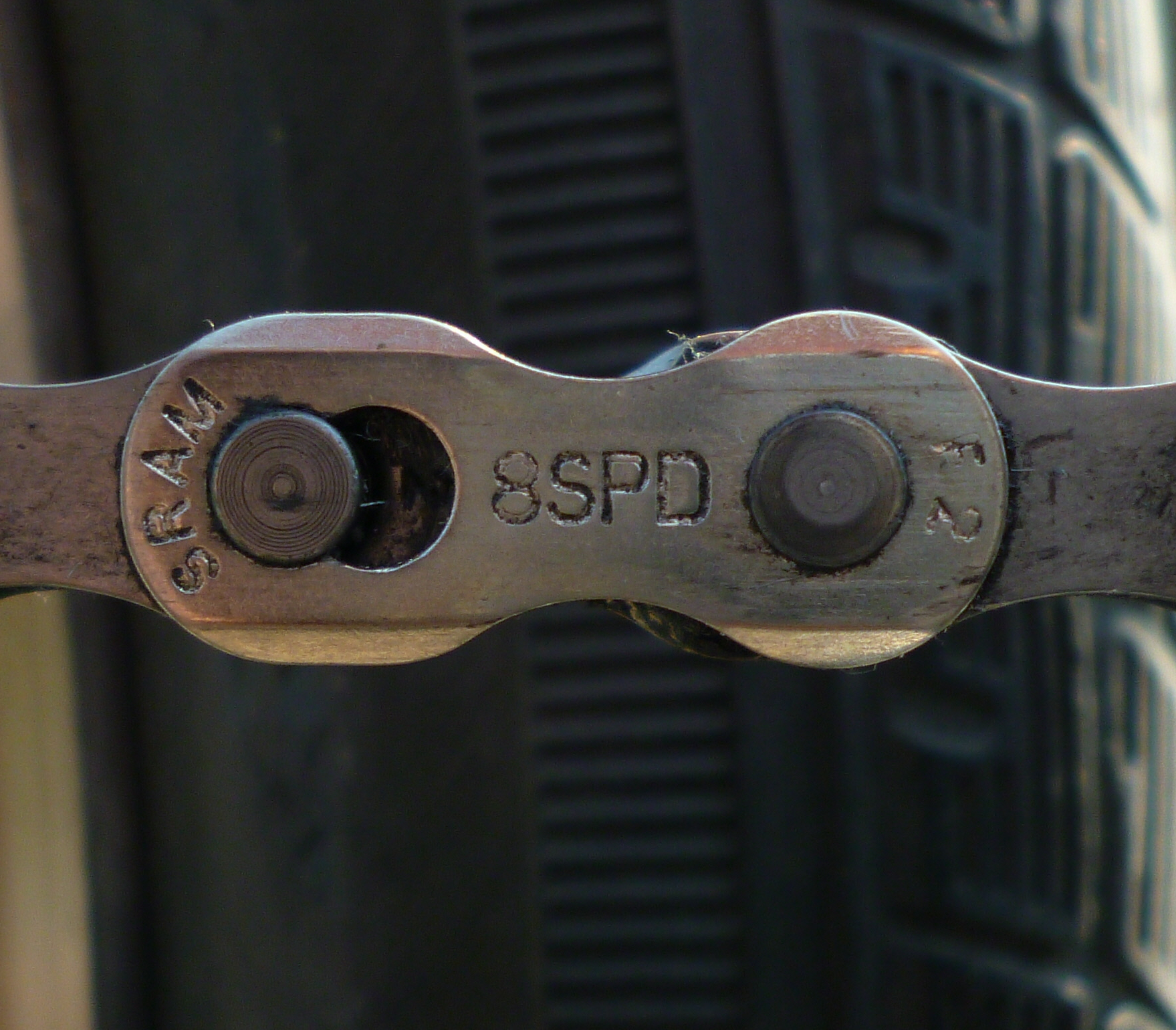
Figura 3: Un enlace maestro Powerlink SRAM, uniendo los dos extremos de una cadena.

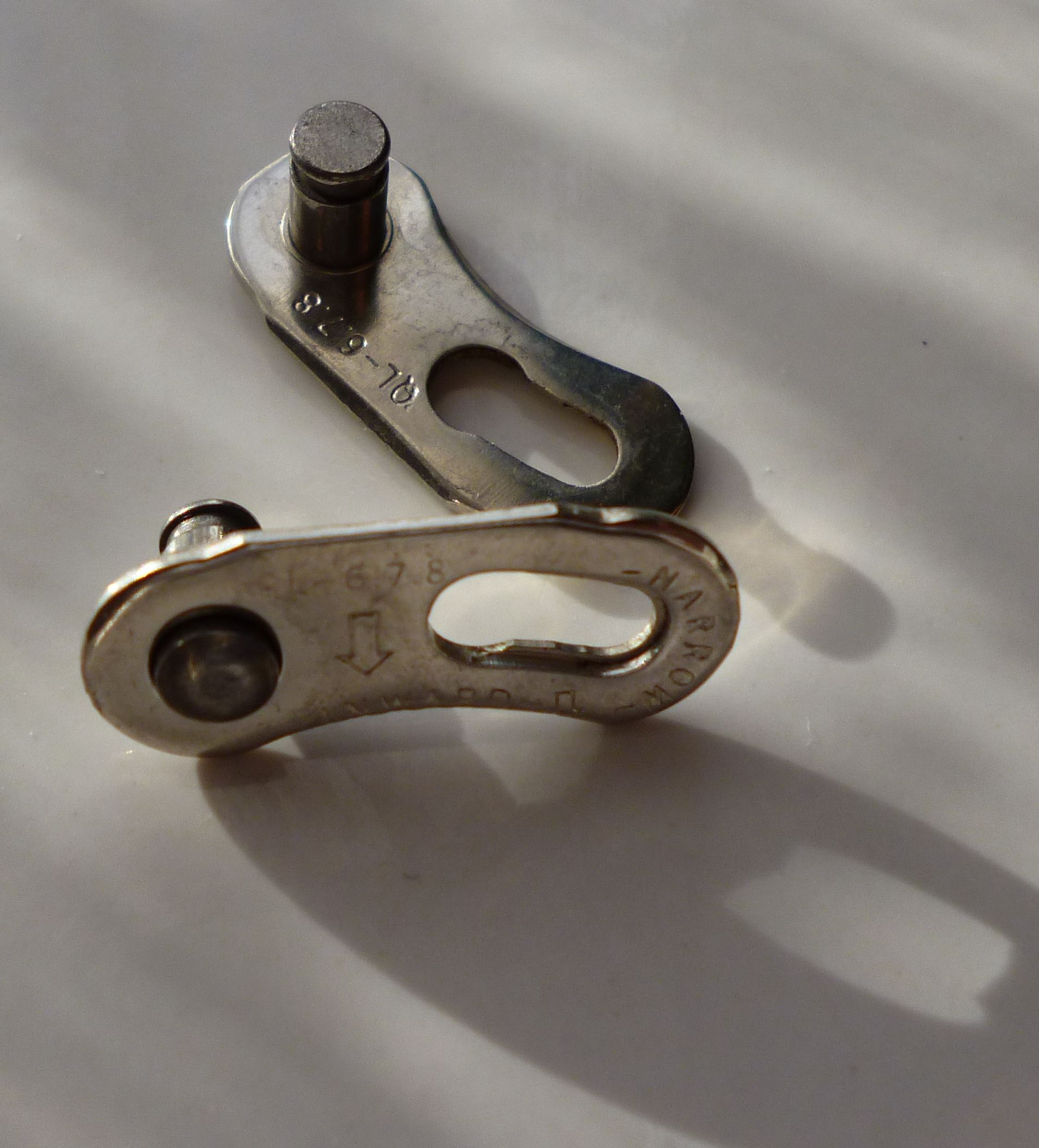
Figura 4: Un enlace maestro con un perfil ligeramente levantado. Nótese que la flecha de la curvatura tiene que señalar hacia el interior del bucle de la cadena. Nótese también el pasador con su remate achaflanado.

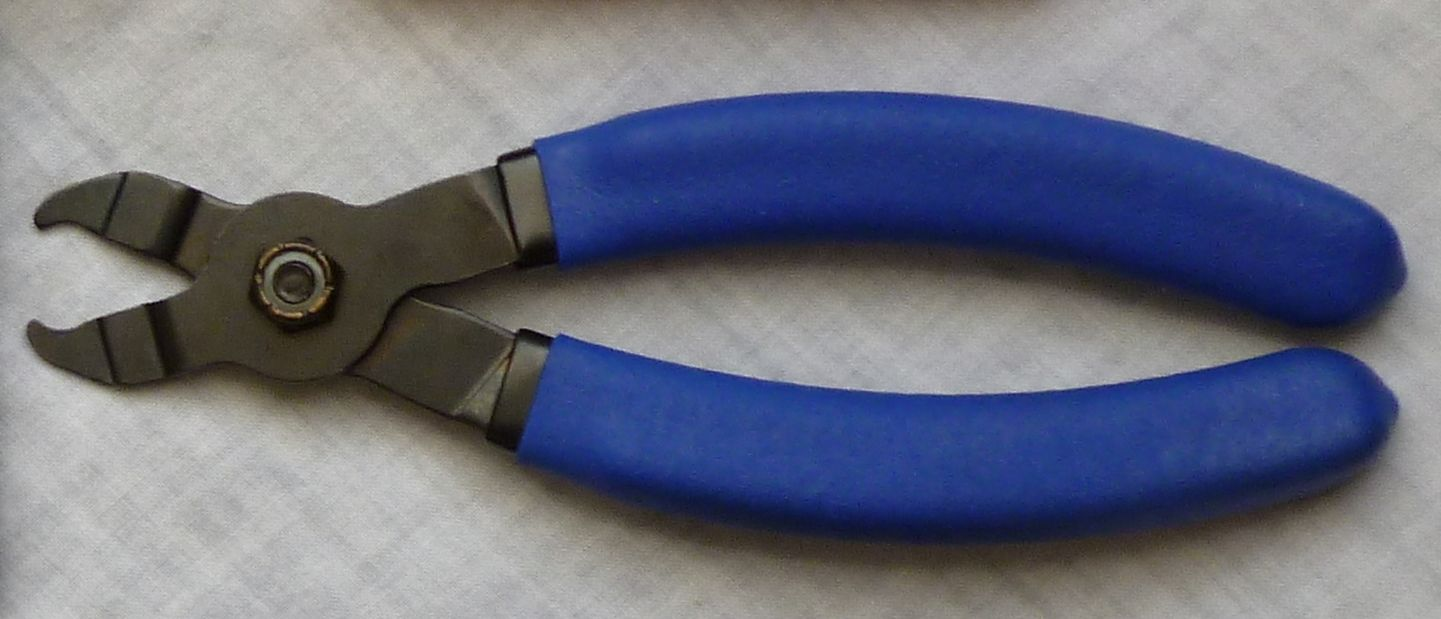
Figura 5: Alicate especial para instalar enlaces maestros. Permiten aproximar los rodillos donde se inserta el enlace.

Un enlace maestro (o enlace de liberación rápida) es un accesorio de las cadenas de rodillos que facilita su conexión y desconexión sin la necesidad de utilizar un tronchacadenas. Funciona como un eslabón de placas exteriores que conecta dos eslabones de placa interior de la cadena. Estos enlaces maestros pueden ser o no reutilizables. Para instalarlos, hace falta una herramienta que permita eliminar un eslabón de una cadena nueva antes de volver a conectar sus extremos. Se utilizan en bicicletas y motocicletas.

## En bicicletas
Hay al menos dos tipos de enlace maestro utilizados para conectar cadenas de bicicleta. En ambos casos, el conjunto de enlace maestro consta de dos placas exteriores, ambas similares a las de un eslabón exterior de una cadena.

### Compatible con una cadena recta
El tipo más antiguo de enlace maestro, disponible durante décadas, tiene dos pivotes conectados a la misma placa (Figura 1). Ha sido utilizado principalmente en bicicletas monomarcha, con cambios internos, u otros sistemas de transmisión de bicicleta con trayectos directos de la cadena o piñones ampliamente espaciados. En esta disposición, la placa exterior tiene los dos pivotes espaciados en el mismo paso que la cadena (media pulgada), y los extremos libres de los pivotes están estriados. La placa contraria se asegura sobre los extremos libres de los pivotes mediante un clip metálico flexible. Este tipo de enlace maestro suele ser reutilizable.

### Compatible con un desviador
Para bicicletas con desviador, se ha desarrollado una clase especial de enlace maestro, de forma que se puede instalar en las cadenas estrechas diseñadas para trabajar sobre piñones muy juntos. En este caso, cada placa tiene un pivote, ambos con el extremo libre estriado (Figuras 2, 3 y 4). Además de los pivotes, cada placa de enlace tiene una ranura, con un lado ancho que permite introducir el extremo ranurado del pivote, y un lado estrecho en el que encaja la cabeza estriada del pivote.
Los placas de enlace se sitúan enfrentadas, y se conectan a la cadena introduciendo sus pivotes a través de los rodillos de las placas interiores, desde lados opuestos. De este modo, la pareja de placas forma un eslabón cerrado, con el pivote de cada pieza del enlace maestro asegurado en la ranura de la otra pieza. La conexión queda fijada al estirar la cadena a ambos lados del enlace, lo que fuerza a las cabezas de los pivotes a introducirse en las partes estrechas de las ranuras, donde quedan confinados. La seguridad global de un enlace maestro depende de que la cadena en uso normal permanezca tensa, aunque puede fallar en condiciones extremas cuando esta condición no se cumpla.
Para extraer un enlace maestro, los fabricantes recomiendan pulsar las dos placas hacia adentro, mientras se acercan los dos eslabones contiguos al enlace. Cuando un enlace es nuevo, o cuando es difícil de sacar, pueden utilizarse unos alicates especiales (Figura 5). Estos alicates tienen las puntas curvadas para acomodarse a los rodillos, facilitando la extracción incluso en los casos más difíciles.
Algunos enlaces tienen placas laterales que están curvadas hacia arriba (Figura 4), mientras que otros son rectos, (Figura 3), y algunos tienen pivotes más prominentes que otros. Dado que una cadena en un sistema con desviador está invertida durante parte de su recorrido a través del cambio, y que las coronas de los piñones traseros tienen tolerancias geométricas muy estrictas, algunos enlaces maestros podrían causar fallos si no son bien elegidos. Las cadenas sin pasadores, con proyecciones más pequeñas, son utilizadas en bicicletas con números elevados de coronas, donde la anchura es un factor mucho más crítico que en aquellas bicicletas con solo siete velocidades. En estos casos, se requiere un enlace maestro de una calidad comparable a la de la cadena. Como resultado de este requisito, algunos fabricantes de desviadores (como por ejemplo, SRAM) recomiendan utilizar solo sus propios productos, y facilitan un enlace maestro con cada cadena nueva. Cadenas para pequeños juegos de piñones (de hasta siete velocidades) y para otros tipos de bicicletas sin desviador, son más tolerantes con las dimensiones del enlace maestro.